# Isolobodon
Isolobodon é um gênero extinto de roedor da família Capromyidae.

## Espécies
- Isolobodon montanus (Miller, 1922)
- Isolobodon portoricensis J. A. Allen, 1916